# Bexley (londýnský obvod)
Městský obvod Bexley, oficiální název - London Borough of Bexley, je městským obvodem na jihovýchodě Londýna, jenž je součástí Vnějšího Londýna.
Má společné hranice na jihu s Bromley na západě s Greenwichem a na východě s kentským distriktem Dartford. Temže je hranicí mezi tímto obvodem a Haveringem.
Městský obvod vznikl roku 1965 sloučením dosavadních kentských distriktů Bexley, Erithu, Crayfordu s polovinou městského distriktu Chislehurst a Sidcup.

## Zajímavá místa
Ačkoli je Bexley částí Londýna je jeho součástí mnoho veřejných prostranství. Vrchovina, která se táhne kolem řeky Temže, protíná tuto městskou část v Belvedere, kde je nazývána Lessness Heath. V této zalesněné oblasti lze nalézt ruiny Lesnesského opatství. Danson Park ve Wellingu a Hall Place Gardens poblíž Bexley jsou přístupná veřejnosti. Rovněž je možno navštívit obnovený Danson House. Na jihu oblasti jsou Foots Cray, louky obklopující řeku Cray, která po soutoku s řekou Darent, protéká touto částí Londýna.
Součástí obvodu jsou tyto čtvrtě:
- Albany Park
- Barnehurst
- Barnes Cray
- Belvedere
- Bexley
- Bexleyheath
- Blackfen
- Blendon
- Bostall
- Bridgen
- Coldblow
- Crayford
- Crook Log
- East Wickham
- Erith
- Falconwood
- Foots Cray
- Lamorbey
- Lessness Heath
- Longlands
- May Place
- North Cray
- North End
- Northumberland Heath
- Old Bexley, staré vesnické centrum
- Sidcup
- Slade Green
- Thamesmead
- Upper Belvedere
- Upton
- Welling
- West Heath

## Doprava
Železniční zastávky
- Albany Park
- Barnehurst
- Belvedere
- Bexley
- Bexleyheath
- Crayford
- Erith
- Falconwood
- Sidcup
- Slade Green
- Welling